# سدلیشتی (ناحیه پلزن-جنوبی)
سدلیشتی (به چکی: Sedliště) یک منطقهٔ مسکونی در جمهوری چک است که در Plzeň-South District واقع شده‌است. سدلیشتی ۷٫۳۲ کیلومتر مربع مساحت و ۱۲۳ نفر جمعیت دارد و ۴۴۶ متر بالاتر از سطح دریا واقع شده‌است.